# Emmanuel André
Emmanuel André es un investigador y médico belga responsable, junto a Marc van Ranst, del laboratorio de diagnóstico del Centro de enfermedades infecciosas del hospital UZ Leuven (KU Leuven - Universidad de Lovaina).

## Trayectoria
Especialista en la lucha contra la tuberculosis al sur de Kivu, para lo que contó con una beca de la fundación Santa-Luc en 2013.
Fue nombrado portavoz interfederal de la lucha contra el COVID-19 y coordinó desde ese puesto las ruedas de prensa diarias del centro de crisis. 
El viernes 24 de abril de 2020, Emmanuel André renunció a la portavocía interfederal.